# Rebelión de la India de 1857
La rebelión de la India de 1857 comenzó como un motín de cipayos, los soldados indios del ejército de la Compañía Británica de las Indias Orientales, el 10 de mayo de 1857 en el acuartelamiento de la localidad de Meerut. Muy pronto, se produjo una escalada del conflicto con el estallido de otros motines y revueltas civiles a lo largo de la llanura del Ganges y del centro de India. Los enfrentamientos principales se produjeron en zonas de los actuales estados indios de Uttar Pradesh, Bihar, el norte de Madhya Pradesh y en la región de Delhi. Esta rebelión supuso una amenaza considerable para el poder de la Compañía Británica en toda la región y no fue sofocada hasta la caída del reino de Gwalior el 20 de junio de 1858. La rebelión de los cipayos también es conocida por algunos historiadores indios como Primera Guerra de Independencia de India.
Otras regiones controladas por la Compañía Británica, como Bengala y las presidencias de Bombay y Madrás, permanecieron mayormente en calma. En el Punyab, los príncipes sijes apoyaron a la Compañía con el envío de tropas y suministros. Los principados de Hyderabad, Mysore, Travancore y Cachemira, así como los pequeños dominios de Rajputana, no se sumaron a la rebelión. En la zona de Oudh, el alzamiento tomó el cariz de una revuelta patriota contra la presencia europea. Los líderes marathas, como Rani Lakshmibai, se convirtieron un siglo después en héroes populares del movimiento de independencia indio, aunque ellos mismos «no generaron una ideología coherente» para un nuevo orden.
Esta rebelión de los cipayos llevó a la disolución de la Compañía Británica de las Indias Orientales en 1858 y obligó a los británicos a reorganizar su ejército, el sistema financiero y la administración de India. El país pasó a continuación a ser gobernado directamente por la Corona británica con el nombre de Raj británico.

## Introducción
La Compañía Británica de las Indias Orientales obtuvo el poder sobre Bengala después de ganar la batalla de Plassey (Guerras carnáticas) en 1757, la cual colocó bajo su dependencia a gran parte del Decán. La victoria sobre Alam II en la batalla de Buxar en 1764  añadió Bihar y Odisha a su regencia.
En 1843, la Compañía había logrado extender su control sobre la provincia de Sindh tras una sangrienta campaña bélica llevada a cabo por Charles James Napier. En 1845 tuvo lugar la primera guerra anglo-sij y la Compañía logró el control de Punyab acabando con el Reino sij en 1849. En 1853 el líder maratha, Nana Sahib fue despojado de sus títulos y de su pensión, pasando a ser subordinado de los británicos.
En 1854 Berar (Distrito de Amravati) fue anexada al dominio de la Compañía Británica de las Indias Orientales. En 1856 el estado de Awadh/Oudh fue también añadido a la regencia de la Compañía. Poco después el Imperio mogol, que mantenía un poder puramente nominal ante los británicos, sucumbió en su totalidad ante el dominio británico, siendo el emperador Bahadur Shah Zafar el último de esta dinastía.

## Causas
La rebelión de los indios tuvo diversas causas religiosas, sociales, políticas y económicas. Hacía tiempo que los cipayos acumulaban animadversiones contra la Compañía Británica de las Indias Orientales, principalmente por las diferencias étnicas entre los oficiales británicos y las tropas indias.

### Fricciones sociales
Por otra parte, los indios no veían con buenos ojos la rápida ocupación de territorios por parte de la Compañía y la introducción de costumbres occidentales que dicha ocupación conllevaba, así como las conversiones de indios al cristianismo. Otro agravio fue la ilegalización de ciertas costumbres religiosas, tanto hindúes como musulmanas, que eran consideradas poco civilizadas por los británicos. Por ejemplo, los británicos abolieron el matrimonio entre niños, el satí (el suicidio o el asesinato de una viuda en la pira funeraria de su esposo fallecido) y el infanticidio de las niñas. Muchos de los esfuerzos de la Compañía Británica de las Indias Orientales se veían con desconfianza. Por ejemplo, los hinduistas consideraban que la primera locomotora que arrancó de Bombay en 1850 era un asura (demonio). No obstante también había reformistas indios, muy notablemente Raja Ram Mohan Roy, que eran la verdadera fuerza detrás de estas reformas.
El sistema judicial, como era de esperarse en un régimen de ocupación extranjera, era injusto para los indios. Se presentaron los abusos ante la Cámara de los Comunes en 1856 y 1857 reveló que a los oficiales británicos se les otorgaba una serie de prerrogativas de apelación al ser acusados de brutalidad o de crímenes contra los indios.

### Motivos económicos
La Compañía Británica de las Indias Orientales era una poderosa empresa de exportación cuya fuerza respaldaba gran parte de la colonización británica de la India. El poder de esta empresa llevó 150 años en lograrse. Ya en 1830 la compañía estaba muy activa, al punto que las dádivas a regentes y príncipes indios llegaban a 90.000 libras por año, una gran suma de dinero en aquella época. A través del soborno generalizado a aristócratas indios la Compañía podía operar en los mercados extranjeros a pesar de que las importaciones baratas del sureste de Asia de seda, algodón y otros productos eran perjudiciales a la economía de esas regiones.
En 1848, sin embargo, las dificultades financieras de la Compañía obligaban a una masiva expansión de los territorios británicos en el sur de Asia. La Compañía anexó doce reinos regentados por Rajás locales entre 1848 y 1854. En un artículo publicado por The New York Daily Tribune el 28 de julio de 1857, Karl Marx escribió: «En 1854, el Raj británico de Berar ―que comprende 80.000 millas cuadradas de terreno y una población entre cuatro y cinco millones de habitantes y enormes tesoros― ha anexado por la fuerza este territorio».
Para consolidar y controlar las colonias los británicos contaban con un ejército de 200.000 soldados nativos, organizados por unos 4.000 a 5.000 oficiales y suboficiales británicos, a los que había que añadir unos 20.000 militares en unidades estrictamente británicas (muchos, sin embargo, estaban de baja por enfermedad o permisos), más unos 5.000 funcionarios civiles y un número indeterminado de civiles (las estimaciones fluctúan entre 10.000 y 20.000 hacia mediados de siglo).
En 1857, los últimos vestigios de independencia en la India habían desaparecido y la Compañía exportaba toneladas de oro, piedras preciosas, seda, algodón, especias y otros materiales de gran valor al Reino Unido de Gran Bretaña e Irlanda cada año. 
La región era gobernada bajo un sistema bastante duro y riguroso denominado zamindari que facilitaba el cobro de impuestos a cargo de los rajás locales. En algunas regiones los campesinos fueron forzados a sustituir sus cultivos de productos para su subsistencia a plantaciones de índigo, café y té por orden del Raj británico, que exigía dedicar atención solo a los cultivos rentables para la exportación. Esto ocasionó dificultades para los campesinos que no eran remunerados debidamente.
La industria local también sufrió de los rigores impuestos por la Compañía. Estableciendo tarifas muy bajas de importación, así la India se veía inundada de telas baratas del Reino Unido, con las cuales las rudimentarias industrias indias no podían competir, pues además se les imponían elevados impuestos. De esta forma, la India que había sido un exportador de telas de lujo a Europa, se vio reducida a cultivar y exportar algodón, que era manufacturado en las fábricas del Imperio británico para elaborar textiles que luego eran exportados a la India, que a mediados del siglo XIX era el principal mercado mundial para el textil británico.

### Interferencia política
Los británicos crearon la Doctrina del lapso (The lapse doctrine, en inglés), como medio de aumentar los territorios bajo control directo británico. Según tal principio, si cualquier terrateniente (sea un rajá o un príncipe) fallecía sin un heredero masculino, sus territorios pasaban automáticamente a formar parte de la Compañía Británica de las Indias Orientales; inclusive si el difunto tenía un heredero por adopción, este no era reconocido por la autoridad británica. Tampoco permitían los británicos que el terrateniente legase sus territorios a un tercero ajeno a su familia. Lord Dalhousie utilizó esta doctrina para tomar posesión de diversos reinos, entre ellos Pune, Nagpur y Jhansi, lo que movió a sus derrocados regentes locales a unirse a las tropas rebeldes. En ocho años, James Andrew Broun-Ramsay ―primer marqués de Dalhousie y gobernador general de la India― anexó 650.000 km² de territorio a la Compañía, en detrimento de diversos terratenientes y rajás.

### Los cipayos

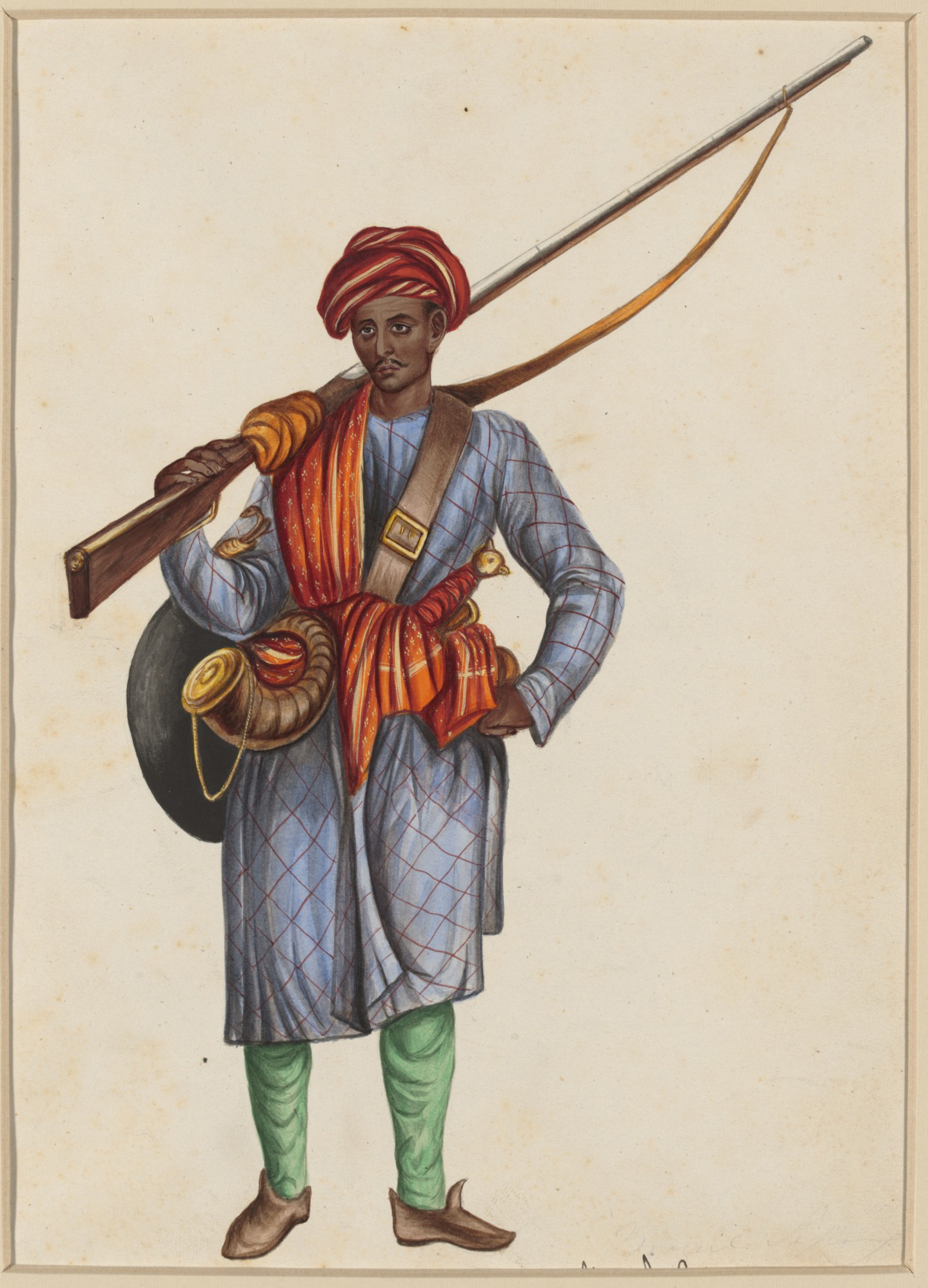
Soldado cipayo del imperio mogol (c. 1850).

Los cipayos eran soldados indios que servían en el ejército de la Compañía bajo el mando de oficiales británicos. Estos oficiales eran entrenados en escuelas de guerra que tenía la Compañía en Inglaterra. Los enclaves de la Compañía en Bombay, Madrás y Bengala mantenían sus propios ejércitos con sus propios comandantes-en-jefe y tenían mayor contingente de tropas que el ejército del Imperio británico. En 1857 había 257.000 cipayos. y a los soldados británicos se les conocía como casacas rojas.
La Compañía también reclutaba indios de otras castas diferentes a los brahmanes y los rayastaníes. Estos últimos son una casta guerrera de la parte occidental del norte de la India. En 1856 tropas de cipayos fueron a pelear en Birmania. La tradición hindú dictaba que aquellos que «atravesaban las aguas negras» perdían su casta en la comunidad hindú. Por esto los cipayos se antagonizaron muy profundamente al ser enviados fuera de India.
Los cipayos también estaban descontentos con varios aspectos de la vida militar. Si bien no estaban sujetos a ciertas normas exclusivas de los soldados británicos (como el castigo de azotes con látigo), la paga era relativamente baja y gozaban de pocas prestaciones. Cuando los británicos conquistaron Awadh y Punyab, los cipayos no recibieron la paga extra que representaba servir en estas regiones, por cuanto ya no se consideraban como misiones extranjeras.
El detonante de la rebelión fue, sin embargo, un nuevo fusil de avancarga. En efecto, por esta época el ejército fue armado con el fusil Enfield Modelo 1853. El cartucho de papel que utilizaba este fusil estaba cubierto por una membrana engrasada que debía rasgarse con los dientes para poder cargarlo en el fusil. Circulaba el rumor que esa grasa provenía de vacas o de cerdos, algo ofensivo tanto para los soldados hindúes como para los musulmanes, dado que consideraban el consumo de cualquier producto derivado de la vaca o el cerdo como algo prohibido por sus principios religiosos. Los británicos alegaron que la grasa no era de animales y trataron que los indios prepararan su propia grasa con cera de abeja o aceites vegetales. No obstante el rumor persistió. Inclusive se estableció un nuevo procedimiento mediante el cual el cartucho podía ser rasgado, no con los dientes, sino con las manos.
Por aquella época también se esparció el rumor entre los fieles hinduistas y musulmanes que el dominio británico «solo duraría cien años». Este dominio comenzó en 1757, tras la batalla de Plassey, lo cual aumentó la inquietud al acercarse el centenario de dicho evento.

## Comienzo de la guerra
El 26 de febrero de 1857, el Regimiento 19.º de Infantería de Bengala rehusó utilizar los nuevos fusiles. El coronel del regimiento les exhortó a hacerlo, profundamente enojado, amenazándolos con artillería y caballería. Finalmente el jefe británico aceptó retirar sus amenazas tratando de buscar una solución pacífica al problema.
El 29 de marzo de ese mismo año en Barrackpore, cerca de Calcuta, un soldado cipayo del Regimiento 34.º de Bengala (compuesto por nativos indios) atacó e hirió a un sargento británico y a su ayudante. Posteriormente corrió la versión de que el soldado estaba en un trance religioso. Después que le fuera ordenado a otro soldado nativo su captura, el soldado se negó a cumplir la orden. Finalmente capturado el atacante, ambos soldados fueron ahorcados el 8 de abril. El regimiento completo fue disuelto como castigo por este incidente y porque se temía también una venganza contra los oficiales británicos. Los soldados de otros regimientos consideraron que el castigo había sido excesivo. El soldado que inició la revuelta se llamaba Mangal Pandey (1827-1857) y es considerado por los indios como uno de los primeros luchadores por la libertad de su país. En 1984, el gobierno indio emitió una estampilla para conmemorarlo.

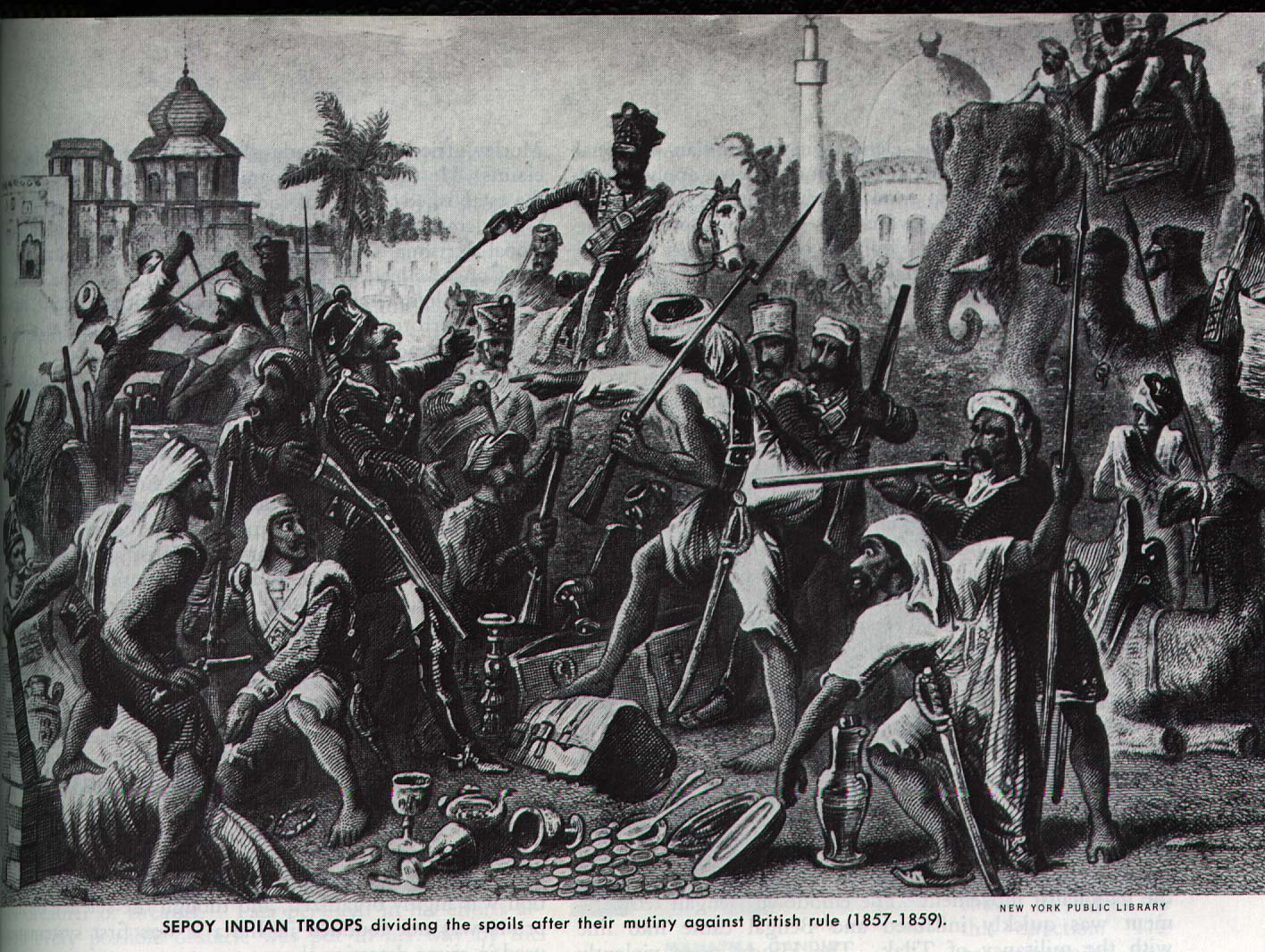
Grabado titulado Cipayos dividiéndose el botín después de su motín contra el dominio británico.

El 9 de mayo de 1857, 85 soldados del 3.er regimiento de caballería ligera también se negaron a utilizar los cartuchos. Fueron hechos prisioneros y sentenciados a 10 años de trabajos forzados, después de despojarlos de sus uniformes en público.
Al día siguiente, los regimientos de caballería 10.º y 20.º de Bengala (en Meerut) se sublevaron contra sus oficiales. Liberaron a los prisioneros del 3.º Regimiento y atacaron los enclaves europeos de la zona, matando a todo europeo que encontraron a su paso, incluyendo mujeres y niños, y quemando sus casas. Las fuerzas rebeldes fueron enfrentadas por las fuerzas británicas en Meerut, localidad que tenía el mayor contingente de tropas británicas de la India. Con la ayuda de 12 cañones, 2.038 soldados y oficiales británicos hicieron frente a 2.357 cipayos, quienes estaban desprovistos de artillería. Los comandantes de las fuerzas británicas en Meerut, sin embargo, reaccionaron tardíamente y no lograron detener a los cipayos, que se dirigieron a Delhi. Tampoco informó la guarnición de Meerut a otros cuarteles acerca de que se había producido una rebelión, todo bajo la creencia de que podrían contenerla ellos mismos.
El 11 de mayo de 1857, los rebeldes llegaron a Delhi, donde encontraron refuerzos de otras tropas rebeldes y atacaron y capturaron el Fuerte Rojo (Lal Qila), matando a cinco británicos, incluyendo un oficial y dos mujeres. Lal Qila era la residencia oficial del emperador mogol Bahadur Shah Zafar, y los cipayos le pidieron retomar su trono. Si bien al principio se negó, finalmente accedió y se convirtió en el líder de la rebelión.

### Apoyo y oposición

Estados indios durante la rebelión.

La rebelión comenzó a extenderse más allá de las fuerzas armadas, si bien no resultó tan popular como sus líderes esperaban. Los indios no estaban totalmente unidos. Si bien Bahadur Shah Zafar fue restituido en su trono mogol con poder real y efectivo, había facciones que querían que el trono lo ocuparan los marathas (temiendo una resurrección del Imperio mogol) y, por su parte, los awadhis (del actual Uttar Pradesh) querían mantener el poder que su nawab tenía antes de la ocupación británica.
La guerra se centró principalmente en el norte y centro de la India. Delhi, Lucknow, Kanpur, Jhansi, Bareilly, Arrah fueron los lugares donde hubo mayores enfrentamientos. Hubo también proclamas de yijad (o guerra santa) por parte de algunos líderes musulmanes ―entre ellos Amhedullah Shah―, lo cual hizo pensar a los británicos que eran los musulmanes la principal fuerza detrás de la rebelión.
Por otra parte, muchos indios respaldaban a los británicos debido a que rechazaban la idea del retorno del Imperio mogol o de la Confederación Maratha y, además, porque la mayoría de rajás no percibían la existencia de una nación india, debido a las fuertes divisiones políticas, lingüísticas, y religiosas, que habían prevalecido en el subcontinente durante muchos siglos. Estas fuerzas fueron cruciales para la recuperación por parte de los británicos de las zonas ocupadas por los rebeldes. Los sijes y pathanis del Punyab, en el Noroeste de la India, respaldaban a los británicos y fueron una fuerza determinante en la captura de Delhi. Los gurkhas de Nepal también formaron parte del contingente británico, debido en parte a su tradicional hostilidad hacia los mogoles. El sur de la India, en la llanura del Decán, se mantuvo relativamente pacífico, únicamente con brotes aislados de violencia. La mayoría de los estados del sur estaban regentados por los nizam de Hyderabad o de Mysore, los cuales no estaban sometidos a la ocupación británica directa y que mantenían pocos intereses en común (o incluso diferencias frontales) con los mogoles y marathas del centro y el norte.

## Desarrollo de la guerra

### Etapas iniciales
Bahadur Shah Zafar se proclamó emperador de India. La población civil, la nobleza y otros dignatarios tomaron el juramento de obediencia y alianza con el emperador. Por otra parte su nombre fue añadido al Khutbah, lo que representaba el reconocimiento de los musulmanes que Bahadur era su legítimo rey. Zafar llegó incluso a acuñar moneda propia. Si bien logró un gran número de adhesiones, por otra parte dicha proclamación alejó de la revuelta a los Sikhs del Punjab, tradicionalmente enemigos implacables del imperio mogol.
Inicialmente las tropas indias lograron pequeñas victorias en los combates sobre las fuerzas británicas, las cuales se replegaron. Los cipayos capturaron varias ciudades importantes en las regiones de Haryana y Bihar en las provincias centrales. Las tropas británicas acantonadas en Meerut y Ambala, empero, lograron resistir los ataques de los cipayos durante meses, pues eran un enemigo más eficaz, principalmente debido a su superior armamento y mejor entrenamiento y estrategia. Los cipayos, por su parte, carecían de organización y de un eficaz liderazgo centralizado.

### Delhi

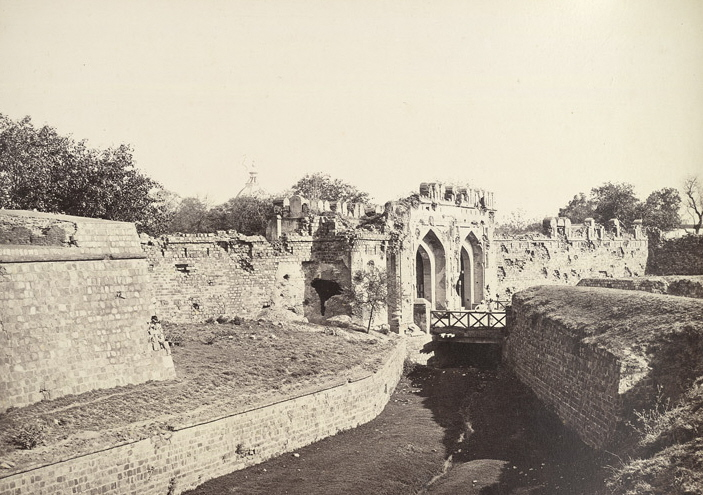
Daños de mortero en la Puerta de Cachemira de Delhi (1858).

Al principio los británicos reaccionaron lentamente. Finalmente, sin embargo, tropas de Meerut y Simla fueron enviadas a Delhi, luchando contra los desorganizados contingentes indios a quienes paulatinamente fueron derrotando. Por otra parte, los británicos trajeron regimientos que habían luchado en la guerra de Crimea, así como otros originalmente destinados a China.
Después de una marcha que duró dos meses, el ejército británico derrotó a las fuerzas indias en Badl-ke-Serai cerca de Delhi, obligando a dichas fuerzas a replegarse a esa ciudad. Los británicos sitiaron Delhi durante dos meses y no fue sino después del refuerzo recibido de tropas sikhs y gurkhas (enemistadas con los rebeldes indios), y muy en especial tras haber recibido una gran cantidad de artillería de sitio, que lograron romper la resistencia de los cipayos. Las fuerzas británicas lograron entrar a través de la Puerta de Cachemira y tras una semana de intensa lucha en las calles lograron llegar al Fuerte Rojo donde residía el emperador mogol Bahadur Shah, quien huyó y se escondió en la tumba de Humayun. A este punto las tropas británicas reconquistaron la ciudad.
Las tropas británicas se lanzaron al saqueo de Delhi (de lo cual se habían abstenido al tomarla por vez primera en 1803) y un número considerable de indios, tanto combatientes como civiles fueron brutalmente asesinados en las mismas calles o dentro de sus casas, como represalia por los europeos ejecutados por los rebeldes. Varios sectores de la ciudad fueron bombardeados con fuego de artillería, incluyendo las casas de dignatarios musulmanes. Los británicos lograron arrestar prontamente a Bahadur Shah II y al día siguiente de su arresto sus tres hijos fueron fusilados, luego decapitados, y sus cabezas llevadas ante Bahadur por las tropas británicas.

### Kanpur

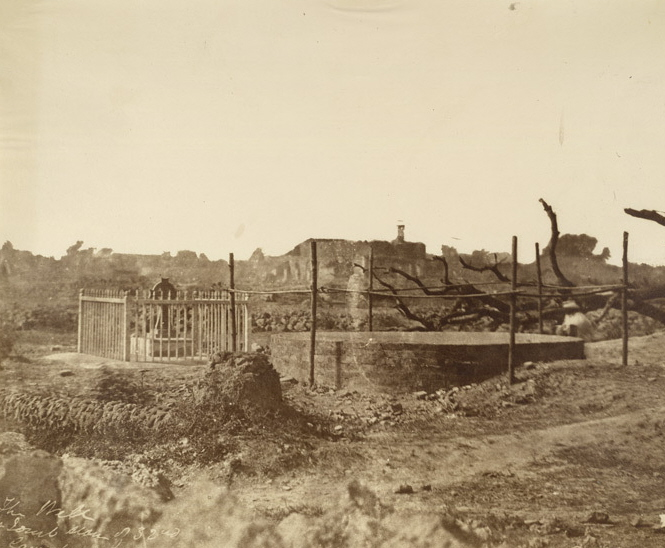
El pozo de Bibi-Ghar donde se encontraron los cuerpos de los rehenes europeos asesinados por orden del Nana Sahib (1858).

En junio de 1857 las tropas de cipayos bajo el mando del General Wheeler se rebelaron, aparentemente con la aprobación tácita del regente maratha, Nana Sahib, sitiando el acantonamiento europeo de Kanpur (entonces llamada Cawnpore). El cerco de Kanpur duró tres semanas en donde los británicos resistieron con escasos alimentos y agua y numerosas bajas. Finalmente el 25 de junio el Nana Sahib exigió la rendición a Wheeler, quien se vio obligado a aceptarla. El Nana Sahib prometió una segura retirada a los británicos, pero cuando estos estaban listos para ser transportados en barcazas, los indios los atacaron con fuego indiscriminado contra soldados y civiles. Únicamente una barcaza con cuatro soldados logró escapar.
Las mujeres y niños sobrevivientes fueron trasladados a Bibi-Ghar (‘casa de las damas’) en Kanpur y mantenidos como rehenes. El 15 de julio, preocupado por el avance de las tropas británicas el Nana Sahib ordenó matar a los rehenes, casi todos mujeres y niños, en la creencia que al no haber europeos vivos los británicos desistirían de su ataque. Pero esto resultó un error, pues el ataque continuó: los soldados británicos tomaron la ciudad y pronto descubrieron lo sucedido, pues en el recinto de Bibi-Ghar aún quedaban las manchas de sangre y en el pozo estaban los cadáveres. La propaganda imperialista británica consiguió así un pretexto para excusar sus propias atrocidades contra los rebeldes, al tiempo que los rebeldes perdieron además el respaldo de una gran parte de la población india. Durante el combate por la toma de Kanpur Nana Sahib desapareció y probablemente murió en su intento de escapar.
Según algunos relatos los británicos obligaron a los prisioneros a limpiar (e incluso lamer) las manchas de sangre de los lugares donde aniquilaron a los rehenes europeos, aun cuando la gran mayoría no habían participado en el crimen. Posteriormente muchos de los prisioneros fueron ahorcados por los británicos y otros ejecutados atándoles a la boca de cañones.

### Lucknow

Seundra Bagh después de la derrota de los rebeldes por tropas británicas. Fotografía de Felice Beato.

La rebelión también surgió en el estado de Awadh (actualmente Uttar Pradesh) poco después de los eventos de Meerut. El comandante británico, Henry Lawrence, dirigía 1.700 soldados, incluyendo a cipayos leales. El primer asalto rebelde fracasó, pero seguidamente atacaron con artillería la posición británica, siendo Lawrence uno de los primeros en morir. Los rebeldes trataron de abrir brechas en los muros con explosivos, al mismo tiempo que cavaban túneles para entrar en el acantonamiento británico. Después de 90 días de asedio, los británicos apenas contaban con 350 soldados británicos, 300 cipayos y 550 civiles.
El 25 de septiembre millares de soldados de los regimientos Highlanders escoceses bajo el mando del general sir Henry Havelock acudieron en ayuda de los británicos en Lucknow. En octubre, otra unidad de Highlander
En enero de 1858, Campbell avanzó contra la ciudad a la cabeza de un gran ejército, reforzado por un importante contingente nepalí, con la intención de aplastar la revuelta en Awadh. Campbell logró capturar la ciudad, pero no a las tropas rebeldes, que se dispersaron por la región, obligando a los británicos a librar contra ellos una agotadora guerra de guerrillas durante meses.

### Jhansi
Jhansi era un estado regido por un rajá ex aliado de los marathas. Cuando el Rajá de Jhansi falleció sin descendencia masculina en 1852, el estado fue anexado de inmediato al Raj Británico alegando que el último rajá no tenía herederos varones. La viuda del rajá, Rani Lakshmi Bai protestó contra esta acción argumentando que no se le había permitido la adopción de un heredero como era permitido por la costumbre india.
Cuando la rebelión estalló, Jhansi se convirtió en importante centro de la revuelta. Un pequeño grupo de oficiales británicos se refugió en el fuerte de la ciudad de Jhansi y la Rani negoció su evacuación. Sin embargo, cuando los británicos salieron del fuerte fueron aniquilados por los rebeldes. Si bien la masacre bien pudo haber sido perpetrada sin la autorización de la Rani, los británicos la acusaron de complicidad.
En septiembre y octubre de 1857, la Rani logró defender exitosamente a Jhansi de los ataques de los rajás vecinos de Datia y Orchha. En marzo de 1858, el ejército británico comandado por el coronel Rose avanzó sobre Jhansi y sitió la ciudad. Posteriormente los británicos capturaron la ciudad y la Rani se escapó disfrazada.
El 1 de junio de 1858, Rani Lakshmi Bai y un grupo de marathas rebeldes capturaron la fortaleza de Gwalior en aquel entonces regida por regentes Shinde, que eran aliados de los británicos. La Rani murió tres semanas más tarde en los combates trabados al iniciarse el asalto de los británicos contra Gwalior, los cuales capturaron la ciudad tres días después de la muerte de la soberana.

### Punjab
La entonces llamada región del Punjab comprendía lo que había sido el antiguo imperio Sikh, que era gobernado por Ranjit Singh hasta su muerte en 1839. Tras aquello, el reino había caído en la anarquía más completa, favoreciendo así su anexión por la Compañía. En 1857, era la región india con más tropas, tanto europeas como indígenas.
Los habitantes del Punjab no simpatizaban especialmente con los cipayos, lo cual hizo que los levantamientos tuvieran mucha menor entidad y que fuesen reprimidos más rápidamente, en no pocas ocasiones con apoyo de la población local (si bien aquí, como en otras zonas, también hubo represalias brutales). En esta región los británicos reclutaron un gran número de tropas irregulares, que le serían de gran ayuda para sofocar la revuelta.

## La represalia

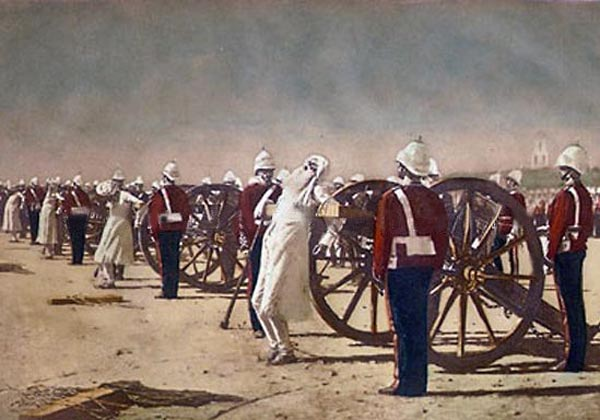
Brutal ejecución de los soldados cipayos en la rebelión de 1857. Cuadro de 1887 de Vasili Vereshchaguin.

Hacia finales de 1857 los británicos habían comenzado a ganar terreno en la batalla contra los rebeldes. Lucknow fue retomada definitivamente por Havelock y sus hombres en marzo de 1858. El 8 de julio de 1858 se firmó un tratado de paz y la guerra cesó. Los últimos rebeldes fueron derrotados en Gwalior el 20 de junio de 1858, siendo que los principales valedores de la revuelta ya habían sido muertos o habían huido del país. En 1859, los líderes de la rebelión habían sido liquidados o habían huido del país. Fue una guerra cruda y brutal en donde ambos bandos incurrieron en claros crímenes de guerra incluso para los estándares de 1857.
Debido a la forma sangrienta en que la rebelión se inició y la violencia indiscriminada desatada contra los europeos, especialmente la «traición» de Nana Sahib y la matanza de Kanpur (que incluyó la masacre de civiles), los británicos consideraban justificado el uso de similares tácticas. La prensa británica ayudó a espolear el imperialismo y los asesinatos de civiles europeos fueron conscientemente magnificados para justificar cualquier represión, llegando al extremo de pedir una «guerra de exterminio» contra los rebeldes y hacer burla de los escrúpulos del gobernador Canning apodándolo «Clemency Canning» y tachándolo de poco patriotismo. Sobre esta base, al final de la guerra la mayoría de los combatientes rebeldes que fueron apresados terminaron fusilados o ahorcados, al igual que un gran número de civiles indios quienes fueron percibidos como simpatizantes a la causa rebelde. De hecho, la «columna de castigo» británica del general Havelock en Lucknow ganó horrible fama por causar incendios y destrucciones masivas en las aldeas y granjas de indios que hallaban a su paso, matando a sus ocupantes o condenando al hambre a sus sobrevivientes.

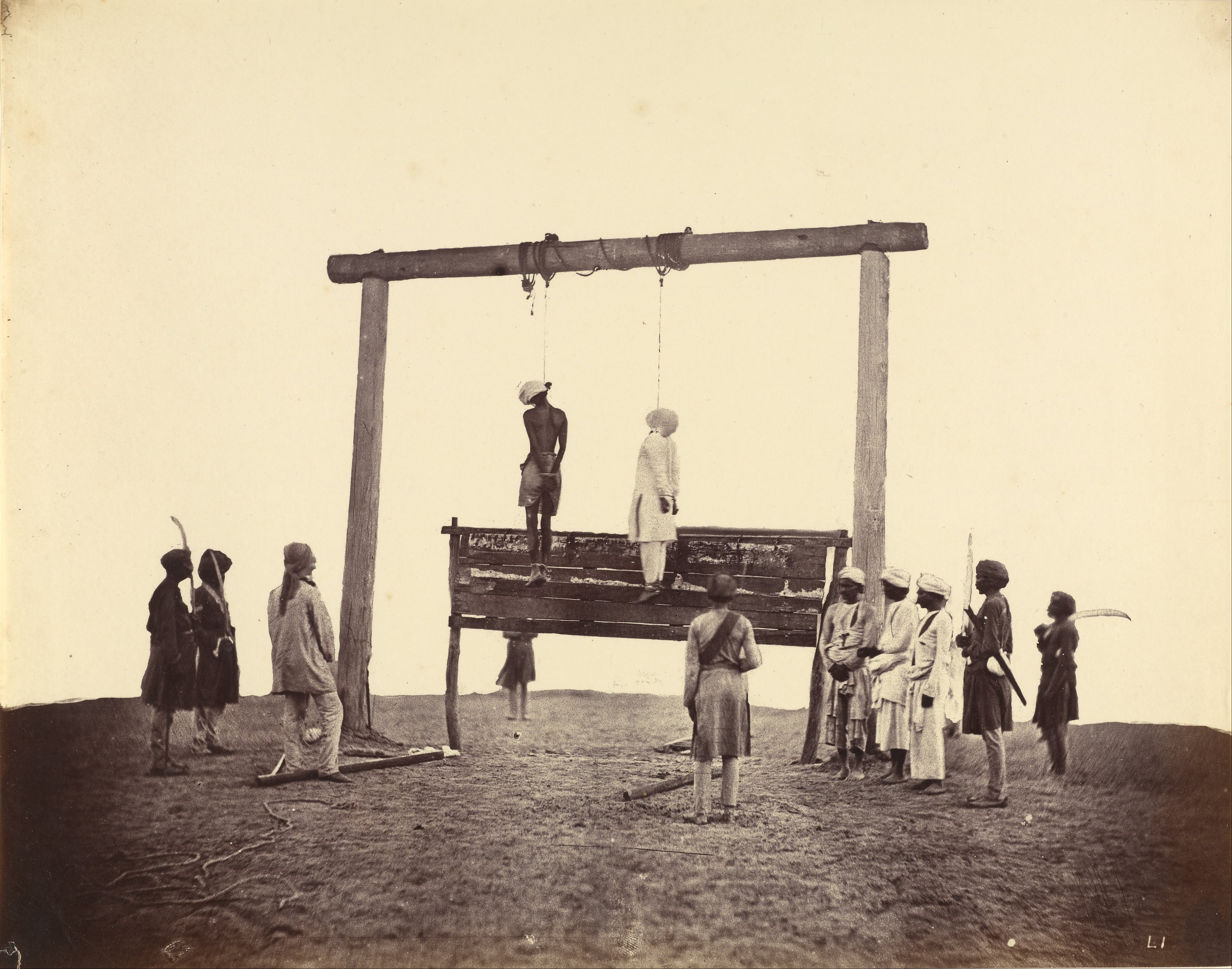
Ahorcamiento de dos participantes en el motín de los cipayos. Fotografía de Felice Beato (1857).

Peor aún, al saber de las matanzas de civiles en Delhi y Kanpur, ni la prensa británica, ni el gobierno de Londres abogaron por clemencia de cualquier índole, si bien el gobernador general Charles Canning trató de hacer ver lo contraproducente de las severas medidas en el pueblo indio. Los prisioneros rebeldes frecuentemente eran ajusticiados de un modo brutal y terrorífico para los seguidores del hinduismo: eran atados a la boca de un mediano cañón de campaña y al disparar la respectiva bala el cuerpo del prisionero era despedazado horriblemente por la explosión del proyectil. Semejante muerte no solo era un espectáculo atroz para los sobrevivientes indios, sino que además dentro de las doctrinas del hinduismo suponía una venganza especialmente cruel: al destrozar violentamente el cuerpo de un difunto la reencarnación de este resultaba casi imposible, condenándolo al desprecio divino. Esta represalia fue llamada por los indios «El viento del diablo».

## Motín o guerra de liberación
La historiografía de Gran Bretaña ha mantenido tradicionalmente la visión del conflicto como un simple «motín militar» limitado a una masa de cipayos descontentos y manipulables por rajás locales, negando la existencia de una «rebelión india» a gran escala. Por otro lado, la historiografía de la India ha sostenido desde 1948 que los «Sucesos de 1857» constituyeron una efectiva «guerra de liberación» de la India contra el dominio británico y no una simple rebelión, menos todavía un vulgar motín.
En medio de ambas posiciones, diversos hechos especiales caracterizaron la rebelión, al punto de no poder reducirla a un simple motín, pero haciendo difícil considerarla como una verdadera revuelta libertadora. Al respecto, cabe destacar ciertos elementos:

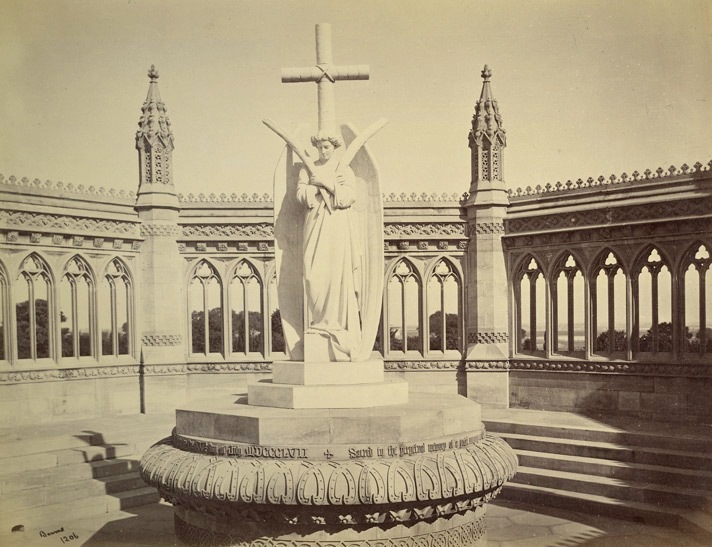
Un monumento conmemorativo erigido alrededor de 1860 por los británicos tras el motín en Bibi-Ghar. Fotografía de Samuel Bourne (1860).

- Los rebeldes se caracterizaron por carecer de una dirección unificada y de un objetivo común, inclusive la evolución de la rebelión muestra que el soberano mogol Bahadur Shah II no tenía verdadero control sobre los rebeldes.

- Faltaba un programa común a los rebeldes. Algunos de los rajás sublevados pedían el retorno del Imperio mogol, otros rechazaban tal opción y pretendían resucitar la Confederación Maratha, y otros más simplemente reclamaban que los antiguos rajás desposeídos por los británicos (como el propio caso de la lideresa Rani Lakshmi Bai en Jhansi) volvieran a ocupar sus tronos sin mayor cambio.

- Muy escasas eran las voces rebeldes que reclamaban una unificación política de la India o insistían en que los diversos rajás y comunidades abandonaran sus diferencias. A lo largo de 1857-1858 los regionalismos e intereses particulares impidieron a los rebeldes formar un frente unido.

- Las motivaciones de la rebelión diferían en cada región: desde los abusivos tributos contra los campesinos hasta la mera defensa de privilegios de la antigua aristocracia local, estando ausente en el discurso de los sublevados el concepto mismo de una «liberación nacional».

- La rebelión no llegó a ser generalizada en todas las regiones de la India, sino solo en las regiones septentrionales de Uttar Pradesh, Punyab, Bijar y Rayastán. Así, las regiones del centro y sur de la India (como la meseta del Decán) se mantuvieron al margen de la lucha o sus élites indias enviaron tropas en apoyo de los británicos.

- En las fases finales de la lucha, casi el 80 % de las tropas bajo control británico eran nativas de la India, que durante todo el conflicto se mantuvieron leales a la Compañía Británica.

Por el contrario, la Compañía Británica de las Indias Orientales y sus aliados indios mantenían un solo fin: preservar sus inmensas ventajas comerciales en el caso de los británicos y mantener privilegios regionales o de casta en el caso de los indios.

### Los motivos de la derrota
En 1921 el escritor e historiador indio de Lucknow Abdul Halim Sharar reflexionó sobre los motivos de la derrota de la rebelión llegando a la siguiente conclusión:

No había entre ellos ni un solo hombre de valor que supiera algo de los principios de la guerra, o que pudiera combinar las fuerzas desunidas y convertirlas en una fuerza de ataque organizada. Por otra parte, los británicos, que estaban luchando para salvar sus vidas, se mantuvieron firmes. Al enfrentarse al máximo peligro, repelieron a sus atacantes y demostraron su pericia en la más modernas artes de la guerra.

Pero la derrota según Sharar no se debió únicamente a la cuestión militar:

Resultaba imposible que la inteligencia de aquellos hombres extranjeros, con su buena planificación y sus sistemas metódicos, no se impusiera frente a la ignorancia y la modestia de la India. En aquella época el mundo había asumido un nuevo modelo de civilización industrializada, y ese modelo estaban llamando a gritos a todas las naciones. En la India nadie oyó aquella proclama, y todos acabaron aniquilados.

## Reorganización

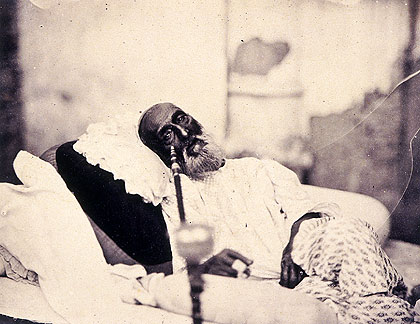
Bahadur Shah II (el último emperador mogol) en Delhi, esperando el juicio de los británicos por su rol en la rebelión. Fotografía de Robert Tytler y Charles Shepherd de mayo de 1858.

En agosto de 1858 la Compañía Británica de las Indias Orientales perdió el control sobre la administración pública de sus posesiones en la India cuando entró en vigencia la Ley de Gobierno de la India. Un ministro del gabinete británico en Londres fue nombrado autoridad en asuntos de la India, así como un virrey, designado por el Parlamento británico quién sería el jefe ejecutivo de la región. Todos los nombramientos de funcionarios públicos en la India quedaban a cargo del gobierno británico, tropas bajo mando militar británico ocupaban las guarniciones del territorio indio, siendo que las milicias de la Compañía debían integrarse en las fuerzas bajo control de la metrópoli o disolverse. Para subrayar la dependencia de la India hacia Gran Bretaña, en 1857 la reina Victoria I tomó el título de emperatriz de la India siguiendo el consejo del célebre primer ministro Benjamin Disraeli, con lo cual se instauraba oficialmente el Raj británico. 
Los británicos comenzaron un programa de reformas, tratando de integrar a las castas altas de la India como colaboradoras del gobierno colonial a cambio de respetar sus riquezas y privilegios. El gobierno virreinal abolió la ocupación de tierras por británicos e impuso la agricultura con fines de exportación, se decretó la tolerancia religiosa, y admitió a indios para servir en entidades gubernamentales, si bien siempre como subordinados de los funcionarios británicos. El Ejército de la India también aumentó su contingente de tropas británicas de forma tal que estas no serían nunca menores a un tercio de cualquier regimiento y solo a los efectivos británicos les era permitido manejar piezas de artillería. 
Bahadur Shah, capturado en las últimas fases de la rebelión, fue condenado por traición y exiliado a Rangún, Birmania, donde falleció en 1862, finalizando de esta manera la dinastía mogol. Noventa años después de finalizada la rebelión, India se emancipó del Imperio británico obteniendo su independencia el 15 de agosto de 1947.